# 배실웨딩공원
배실웨딩공원은 대한민국 대구광역시 달서구 선원로에 위치한 대구광역시의 공원으로 '웨딩'을 테마로 만들어진 공원이다.

## 역사
2018년 국토교통부 자원으로 달서구에서 조성한 웨딩 테마공원이다.

## 시설
와룡산과 연결된 배실웨딩공원은 방문객들이 즐길 수 있는 등산로와 산책로가 마련되어 있으며, 다양한 조형물이 포토존으로 제공되어 있어 소중한 사람들과 행복한 추억을 쌓을 수 있는 장소로 알려져 있다.
공원 내에서는, 실제로 야외 결혼식을 진행되며, 대구 시민이라면 누구나 이용 가능하다. 달서구 여성가족과 또는 결혼장려팀에서 무료로 신청할 수 있다.